# Peter Gade
Peter Gade (Aalborg, 1976. december 14. –) dán tollaslabda-játékos. Korának egyik legsikeresebb európai tollaslabdázója, korábbi világelső, ifjúsági világbajnok, felnőtt világbajnoki finalista és ötszörös Európa-bajnok. Jelenleg Koppenhágában él, két gyermek édesapja. A 2012-es év végén befejezi sportpályafutását.

## Ifjúkori sikerek
Gade már nagyon fiatalon megismerkedett a tollassal, amikor a hobbi szinten játszó bátyjával lement egy terembe ütögetni. 6-7 évesen már rendszeresen versenyzett hazájában és kivételes tehetsége már korán megmutatkozott. Játékstílusa és nagyszerű kreativitása az egyéni versenyekben érvényesült, de pályafutása elején gyakran játszott párost is. A kilencvenes évek elején jöttek az első ifjúkori sikerek, amikor sorozatban kezdte nyerni a korosztályos Dán nemzeti bajnokságokat. 1991-ben nyerte első bajnoki címét, az U15-ös párosok versenyében, Peder Nissen-el az oldalán, majd a rá következő évben duplázni tudott, vagyis a fiú páros mellett már egyéniben is diadalmaskodott. 93-ban fiatalabbként nyert az U19-es egyéniben, és már sejthető volt, hogy Peter lehet a legendás Poul-Erik H. Larsen vagy Morten Frost várva várt utódja. Egy évvel később ismét duplázott, és Nissen-el az oldalán részt vehettek a Kuala Lumpurban megrendezett Junior Világbajnokságon. Malajziából máig egyedülálló sikerrel térhetett haza ugyanis Nissen-el megnyerték a férfi párost, így a mai napig ők az egyetlen európai kettős, akik világbajnoki címet szereztek az ifjoncoknál. Gade-ra felfigyelt a tollaslabda világ.

## Nemzetközi megmérettetések
Kihasználva tehetségét 1994-től már a nemzetközi versenyeket ostromolta. Első nemzetközi ranglista versenyén rögtön elődöntőt játszhatott a holland Amor Open-en, a nagyszerű páros-specialista Martin Lundgaard Hansen-el az oldalán. 1995-ben megnyerte a szlovákiai ifjúsági Európa bajnokságot, egyéniben, párosban (Peter Nissen-el) és csapatban is diadalmaskodva. Ugyan ebben az évben részt vett a Genfi-tó melletti Lausanne-ban rendezett Világbajnokságon, ahol túlteljesítve az elvárásokat két meccset is nyert a 19 éves dán. Ha már itt tartunk, a régi szép időket siratva  megjegyezném, hogy ezen a VB-n hat magyar játékos is részt vett. Ezt a sikeres évet egy bronzéremmel zárta az Ír nemzetközin, ahol az első fordulóban a mára már örökös magyar bajnok Bánhidi Richárdot verte meg, hogy a későbbi elődöntőben, egy hasonló rovatba kívánkozó Kenneth Jonassen-től szenvedjen vereséget. 1996 a tapasztalatszerzés éve volt, hiszen több Super Series versenyen is elindult és az Indonéz Open mellett a hazai Danish Open küzdelmeiben is felállhatott a dobogó alsó fokára, természetesen már egyéniben. Az év végén eljött a várva várt siker, hiszen megnyerte első felnőtt nemzetközi viadalát a Scottish Open-en. A következő év egy korszakváltóan meghatározó győzelemmel indult, ugyanis a Taiwan Open fináléjában nem mást tudott legyőzni, mint az akkori regnáló olimpiai bajnokot, Poul-Erik H. Larsen-t. Ez a győzelem nem csak Peter második tornagyőzelme  miatt volt fontos, hanem egy korszak végének közeledtét sugallta Larsen vereségével. A későbbiekben folytatta a nagyszerű szereplést, hiszen Japánban bronzérmet, míg Malajziában ezüstérmet szerzett miközben második világbajnokságát az előkelő ötödik helyen zárta. Ebben az esztendőben még többször játszott a nagy előddel (Poul-Erik H. Larsen), de  a US Open fináléjában elszenvedett vereséget kivéve megverte a German Open döntőjében és a hazai Danish Open elődöntőjében is ahol végül csak második helyen végzett a Jiong Dong elleni nagyszerű  háromjátszmás finálé után. A kiváló hazai verseny után, feljött a nemzetközi ranglista első helyére, így ő lehetett, ha  csak rövid ideig is, a világ legjobbja. Az évet egy újabb immár negyedik tornagyőzelmével, a rangos Hong Kong Open megnyerésével zárta a "tollaslabdavilág tetején".

## Az első nagy sikerek
1998 volt addigi pályafutása legsikeresebb éve, hiszen amely versenyen elindul szinte mindegyiken (kivéve az All England) a dobogón zárt. Nyerni tudott a Japán, a Svéd, a Dán Super series versenyeken és hivatalosan is ő lett Európa legjobb játékosa amikor megnyerte a Szófiában rendezett kontinensviadalt. Ekkor már biztos volt a helye a világranglista tetején ahonnan egészen 2001-ig letaszíthatatlan volt. A sikeres évet egy még sikeresebb követte, aminek elején megnyerte Birminghamben a tollaslabda "Wimbledonját" a legendás All England Opent. Egy felejthetetlen döntőben diadalmaskodva a fiatal indonéz "csodagyerek" Taufik Hidayat ellen, három nagyszerű játszmában, az évtized talán egyik legnagyszerűbb mérkőzésén a National Indoor Arénában. A nagy siker után elutazott Japánban, hogy sikeresen megvédje a címét és készüljön élete addigi legfontosabb versenyére  a hazai pályán rendezett világbajnokságra. A nagy esélyes Gade első kiemeltként simán jutott az elődöntőbe, ahol egy eszméletlenül izgalmas mérkőzésen, a lehető legkisebb különbséggel kapott csak ki a z akkor másodvirágzását élő veterán Permadi Fung (tajvani) ellen. A hazai kudarc után kicsit megfeneklett a fiatal sztár, hiszen az év hátralévő ranglistaversenyein rendre be kellett érnie a dobogó alsóbb fokaival. Az év végén mégsem kellett szomorkodnia, hiszen a Grand Prix fináléban újra győzni tudott a döntőben. Az évezred utolsó esztendejében ismét rátalált a győzelem ösvényére, amit jelzett a Koreai és Tajvani Super Series versenyeken szerzett első helyei is az év elején. Furcsa módon, csak ebben az évben nyerte meg első felnőtt Dán nemzeti bajnoki címét, amelyet ezután még kilenc cím követett. Április végén ismét megnyerte az Európa bajnokságot, immár simán legyőzve a már kiöregedő Poul-Erik H. Larsen-t.

## Az első olimpia
Szeptember közepétől  a világ és főhősünk figyelme is Sydney-re összpontosult, hiszen Peter világelsősége miatt nagy eséllyel pályázhatott a bajnoki címre az Atlantai dán mennybemenetel után. Gade világelsőhöz méltóan tollaslabdázott, és sima két játszmás mérkőzéseket játszva jutott el az elődöntőig. A fináléba kerülésért a kínaiak mára már legendás meglepetésemberével Ji Xinpeng-el csatázott, és az esélytelennek hitt fujiani fiatalember élete egyik legnagyobb sikerét elérve három játszmában legyőzte az esélyesebb dánt, és ha már bejutott a fináléba, akkor első kínai játékosként megnyerte az olimpiát. Ji üde színfoltja volt az ausztrál tollaslabda viadalnak hiszen sem azelőtt sem azután nem nyert semmilyen komoly versenyt, és szinte a semmiből lett halhatatlan legenda Kínában. Az elődöntős vereség ellenére, Peter pályára lépett a tollasversenyek utolsó napján is, hiszen el kellett dönteni a bronzérem sorsát. Aznap amikor a magyar kézis lányaink egy felejthetetlen meccsen ikszeltek a románokkal, Gade is ütőt ragadott a "The Dome" arénában, hogy sajnos vereséget szenvedjen a későbbi világbajnok kínai Xia Xuanze ellen.

## Az olimpia után
Az ötkarikás játékok után a hazai Danish Open-en vigasztalódhatott, hiszen már-már dühítő fölénnyel nyerte meg a "kötelező" versenyt, a hazai fanatikusok sikeréhes tábora előtt. 2001 legelején egy újabb Super Series címmel bővült a valószínűleg akkorra már túlzsúfolt vitrinje, a Korea Open után. Az All Englan Open-en  bejutott az elődöntőbe, ahol az élete formájában tollasozó Pullela Gopichand ellen esélye sem volt a világelsőnek. Vigasz lehet számára, hogy ellenfele az Indiai tollaslabda legnagyobb eredményét elérve megnyerte a cívis versenyt. A nyár elején ismét eljött az esély, hogy a dán zseni megnyerje első nagy versenyét a sevillai világbajnokságon. A VB nehezen indult Peter-nek, hiszen szoros meccset játszott az első fordulóban a német Oliver Pongratz ellen, és az elődöntőbe kerülésért is nagyon meg kellett izzadnia a malajziai T. Seng Lee ellen. Talán a rögös út miatt feltüzelve egy szoros és egy meglepően sima szett megnyerése után élete legnagyobb diadala már csak karnyújtásnyira volt a kínai Hong Chen legyőzése után. A fináléban a korábbi kínai , de már indonéz színekben induló zseni, Hendrawan volt az ellenfél, ahol sajnos ezúttal sem sikerült a "nagy" verseny megnyerése, hiszen a tapasztaltabb Sydney-ben ezüstérmet nyerő ázsiai egy két játszmás, de szoros mérkőzésen diadalmaskodott.

## Sérülések és újraéledés
A világbajnokság után sajnos beköszöntött a versenysport árnyoldala, hiszen az ilyen magas szintű tollaslabdázás magával hordozza a sérüléseket, ami főhősünket sem kerülte el. A kellemetlen térdsérülés miatt rengeteg versenyt kellett kihagynia a dán zseninek, és szinte az egész 2002-es éve ráment a gyógyulgatásokra. A kihagyások miatt annyira visszacsúszott a ranglistán, hogy nevéhez olyan méltatlan versenyeken is részt kellett vennie, mint az évek óta nem látogatott US Open, amelyet természetesen, még  szinte a sérülésből lábadozva is megnyert. Az olyannyira szeretett hazai Denmark Open-en is selejtezőt kellett játszania, ahol kegyelmet nem ismerve verte a nálánál gyengébbeket. A főtáblán viszont egy nagyszerű és izgalmas mérkőzést játszott egy feltörekvő fiatal titán ellen az ekkor még csak 19 éves Lin Dan ellen, akit három szoros szettben győzött le. A versenyt nem tudta megnyerni, de azért jelezte, hogy neki nem szabad a selejtezőből indulnia és sérülése ellenére oda kell figyelni rá. 2003 a szenvedés éve volt, hiszen a sérülés után újra fel kellett építenie magát Peternek, amely építés nem mindig volt sikeres. Selejtezőben való indulások, meglepő vereségek, negyeddöntős fiaskók és küzdés jellemezte leginkább az évet, amelyben természetesen akadtak pozitívumok is, mint például az év végi győzelem a világelső Hong Chen ellen a China Open-en, ahol végül bronzérmes tudott lenni az évadban először. A sikertelen és néhol kegyetlen év után, egy fokkal sikeresebb esztendő következett, hiszen az évad elején  beverekedte magát az All England döntőjébe, ahol egy felejthetetlen mérkőzést játszottak az akkora már fényes hírnevet szerző Lin Dan ellen. A következő versenyeken nem tudta átlépni saját árnyékát a dán és rendre csak a legjobb nyolc között végzett. Április közepén azért megmutatta Európának, hogy hullámvölgye ellenére nincsen nála jobb az öreg kontinensen, és Kenneth Jonassen elől elhalászva a győzelmet játszmaveszteség nélkül, fölényesen lett Európa bajnok. Az athéni olimpián a legjobb nyolc között végzett az akkor megállíthatatlan későbbi babérkoszorús bajnok  Taufik Hidayat  ellen veszítve csak. Az ötkarikás játékok után, már csak egy bronzérmet sikerült nyernie a hazai Denmark Open-en és reménykednie kellett, hogy 2005 sikeresebb esztendő lesz. A remények megvalósulni látszottak, amikor első versenyén győzni tudott a Korea Open-en a válogatott csapattárs Kenneth Jonassen ellen egy három játszmás öldöklő finálé után. Korea után a svájci nemzetközin is döntőzött, bár ott nem sikerült nyernie, de azért kezdett visszatérni a világ élvonalába. Az anaheim-i világbajnokság előtt Malajziában tette le a névjegyét, ahol az elődöntőig menetelt, ahol a világelső Lin Dan elvtárs állította meg, ugyanúgy három izgalmas ki-ki meccsen, mint a bő egy hónappal későbbi világbajnokságon. Az év végén ismét harmadik lett a China Open-en, és az otthoni Coppenhagen Masters-en megvédte címét.

## Harmincon túl
2006-ot reménykeltően kezdte a 3-dik évtizedét megkezdő dán, hiszen Svájcban, és a birminghami All Englandon, is a dobogó alsó fokára léphetett. Ezután a dán válogatottért küzdött Peter az első ízben megrendezett egynemű Európa bajnokságon, ahol könyörületet nem ismerve nyertek a dán fiúk és Peter egyetlen meccset sem veszített, ugyanúgy, mint a hasonló sikerrel végződő vegyes csapatbajnokságon is. A csapatbajnoki címek után egyéniben sem kegyelmezett, ahol ismét a jó öreg Kenneth Jonassen volt az áldozat. A nyár nagyszerűen indult a lassan magára találó Peter-nek, hiszen megnyerte a Singapur Open-t, de a siker sajnos nem adott kellő lökést a folytatásra, és a sikerek elkerülték az év hátralevő részében, bár Japánban és a Denmark Open-en azért még felfért a dobogó aljára. Az újév elején szokásához híven nagyszerűen kezdte a versenyszezont, ezúttal a malajziai Super Series megnyerésével, ami után ismét visszaesett a világsztár formája, és már nem is tudott több tornát nyerni a hazai kis verseny a Coppenhagen Masters-et kivéve és a legjobb négy közé is egyre kevesebbszer került a zenitjén lassan már túllépő legenda.

## Sérülés és másodvirágzás
2008-ban sok versenyt kellett kihagynia sérülései miatt, de azért a koreai és a szingapúri Super Series versenyeken harmadik lett, míg a csapat EB-n megvédte a címét a válogatott Peter-el a soraiban. Az év végén, mint a hamvaiból ébredő főnixmadár, úgy született újjá főhősünk is, és  másodvirágzását kihasználva nagyszerű formában tollasozva nyerte meg a Francia és a Denmark Open-t is. Decemberben ismét nagyot játszva jutott be a Super Series  versenyek év végi nagy döntőjébe, ahol  kisebb meglepetésre a Lee Chong Wei elleni fináléba jutva szenvedett csak vereséget. A következő évben ott folytatta, ahol abbahagyta, hiszen elődöntőt játszott Malajziában, míg a Korea Open-en a világelső Lee Chong Weit verte meg nagy meglepetésre a fináléban. Az év közepén ismét hullámvölgybe került, amiből csak a szezon végére kászálódott ki, amit jelez a párizsi Super Series elődöntő, amit Taufik Hidayat ellen, és a hongkongi finálé amit Lee Chong Wei ellen bukott el három játszmában. Az évet ezúttal is a Super Series nagy döntő zárt, ahol ezúttal "csak" a harmadik helyen végzett, a világelső Lee Chong Wei ellen veszítve csak. Mint minden év eleje az évtized utolsó esztendeje is sikeresen indult Peter-nek. Koreában ismét döntőt játszhatott, de ezúttal Lee Chong Wei volt a jobb,  míg Malajziában az elődöntőig jutott. Az All England bajnokságon szerzett bronzérme után sokadszorra védte meg Európa bajnoki címét Manchesterben, majd Szingapúrban, Japánban és Párizsban is a döntőért játszhatott, sajnos sikertelenül. A köztük megrendezett párizsi világbajnokságon bronzérmes lett, a feltörekvő és későbbi döntőben világbajnoki címet szerző Jin Chen ellen veszítve az elődöntőben.

## Történelmi sikerek
Az év lezárásaként sporttörténelmet írva tizedszer nyerte meg a Coppenhage Masters-t. 2011 legelején döntőt játszott a Super Series fináléjában, ahol Lee Chong Wei ellen esélye sem volt az ekkor már 34 éves zseninek. Az év nagyszerűen sikerült Peter-nek, hiszen rendszeresen ott volt a Super series versenyek legjobb négy játékosai között, és hatalmas meglepetésre a dán válogatottat is a hátán hordva becipelte a csapatot a Surdinam Cup döntőjébe , ahol végül ezüstérmesek  lettek Európa "gyöngyszemei". Az augusztusban megrendezett londoni világbajnokság előtt sejteni lehetett, hogy ez lesz a dán legenda utolsó esélye, hogy világbajnok legyen. Peter ennek megfelelően lenyűgöző játékkal jutott be az elődöntőbe, ahol a régi nagy ellenfél, a pekingi olimpiai bajnok Lin Dan várt rá. A magyar Sport Klub által is közvetített fejthetetlen meccsen Lin Dan nyert, de hatalmas sportemberi teljesítményről tett tanúbizonyságot Gade, hogy 34 évesen is ott lehet lenni a világ élvonalában egy egész kontinens egyetlen zászlóvivőjeként. Az év hátralevő részében rendszeresen tudott a legjobb négy közé kerülni, de döntőbe egyszer sem sikerült beverekednie magát.

## Lassú hanyatlás
Pályafutása utolsó évében csak a Thomas kupán szerzett bronz érme, és az olimpiai negyeddöntős szereplés volt a figyelemreméltó egy felejthetetlen pályafutás naplementéjén. Peter szeretett versenyén fog visszavonulni az aktív játéktól, a több mint tíz alkalommal megnyert Coppenhagen Masters-en.

## Játékstílusa és népszerűsége
Gade azért lett korszakának egyik legkedveltebb játékosa, mert úgy tudta játszani ezt a nagyszerű sportágat, ahogyan addig senki. Nagyszerű támadójátékkal és soha nem látott trükkökkel fűszerezett mérkőzésein sehogy sem lehetett unatkozni, még akkor sem ha éppenséggel nem ő ütötte be az utolsó pontokat. Federer-nadal-i párharcai Taufik-al vagy Lin Dan-al a sporttörténelem felejthetetlen mérkőzései amiket soha nem fog elfelejteni a rajtuk felnövő generáció.

## A pályán kívül
Peter Gade nem csak nagyszerű tollaslabdázóként lehet példakép, hanem apaként is, hiszen minden lehetséges idejét két lányával és egykori kézilabdázó kedvesével tölti, akik méltán lehetnek büszkék a papára. Peter ugyanolyan ember mint bárki más, szurkol a Liverpoolnak, Pink Floyd-ot hallgat és rajongva nézi Al Pacino filmjeit. Kedvenc városa, Róma, de a Toszkán borvidéket is nagyon szereti, és akik személyesen ismerik, nagyon barátságos és nyílt emberként tekintenek rá.

## Fordítás
- Ez a szócikk részben vagy egészben  a   Peter Gade című angol Wikipédia-szócikk ezen változatának fordításán alapul.  Az eredeti cikk szerkesztőit annak laptörténete sorolja fel. Ez a jelzés csupán a megfogalmazás eredetét és a szerzői jogokat jelzi, nem szolgál a cikkben szereplő információk forrásmegjelöléseként.